# Tomasz Dziedzic
Tomasz Dziedzic (Breslavia, 6 ottobre 1994) è un giocatore di football americano polacco che gioca come wide receiver per i Panthers Wrocław.
Ha vinto l'edizione 2016 della IFAF Europe Champions League e gioca nella lega semiprofessionistica ELF.
Suo fratello gemello Bartosz è suo compagno di squadra e gioca come quarterback.